# Kendra James (actriz pornográfica)
Kendra James (Fort Lauderdale, Florida; 18 de enero de 1981) es una actriz pornográfica y modelo erótica estadounidense.

## Biografía
Kendra James, nombre artístico de Kendra Jones, nació en el estado de Florida en enero de 1981, habiéndose mudado muy joven hasta California, criándose en San Francisco. En 1998 empezó a trabajar como modelo fotográfica y dominatrix para compañías de arte fetichista y relacionadas con el BDSM, como Fantasy Makers, Sickpuppy o los estudios Kink.com.
A comienzos del siglo XXI, Kendra James decidió abandonar su trabajo como modelo fetichista y de bondage para irse de gira con el artista Reverend B. Dangerous y su show, en el que trabajó bajo el nombre artístico de "Stitches". También actuó durante el Ozzfest, compartiendo escenario como bailarina con Black Sabbath, Marilyn Manson, Ozzy Osbourne, Pantera y Slipknot.
En 2005, tras regresar a su trabajo como modelo fetichista, dio el salto a la industria pornográfica, debutando como actriz porno a los 24 años. Muchos de sus trabajos delante de las cámaras han ido en la línea de su anterior trabajo, especialmente con producciones de temática bondage, de sumisión, fetichista o lésbica.
Como actriz, ha trabajado en producciones de Girlfriends Films, Elegant Angel, Pure Taboo, Amateur Bound, Cherry Pimps, Erotic Distress, Kink.com, Twistys, Pulse Distribution, Digital Sin, Hustler, Girlsway, Brazzers o Penthouse.
En 2017 recibió su primera nominación en los Premios AVN en la categoría de Mejor actriz de reparto por la película Missing: A Lesbian Crime Story, donde copaba el papel antagonista y compartía escenas con Allie Haze, August Ames, Cassidy Klein, Karla Kush, Karlie Montana, Kenna James, Reena Sky, Riley Reid o Sara Luvv.
En 2023 fue incluida en el Salón de la fama de AVN.
Ha rodado más de 580 películas.
Algunas películas de su filmografía son Almost Caught, A Miss For A Mrs., Bad Habits, Boudoir Secrets, Mommy Takes A Squirt, Obey Her, Prized Pussy, Shameless, Sissy Slut Manual o Strap-on All Stars.

## Premios y nominaciones
| Año  | Ceremonia         | Resultado | Premio                                    | Trabajo                                                     |
| ---- | ----------------- | --------- | ----------------------------------------- | ----------------------------------------------------------- |
| 2017 | Premios AVN       | Nominada  | Mejor actriz de reparto                   | Missing: A Lesbian Crime Story                              |
| 2019 | Premios AVN       | Nominada  | Artista lésbica del año                   | —                                                           |
| 2019 | Premios AVN       | Nominada  | Premio fan: Mejor sitio web de una actriz | KendraJames.com                                             |
| 2019 | Premios XBIZ      | Nominada  | Artista lésbica del año                   | —                                                           |
| 2019 | Premios XBIZ      | Nominada  | Mejor escena de sexo en clip web          | Kendra James and Casey Calvert Wonder Girl Gets Her Revenge |
| 2019 | Spank Bank Awards | Nominada  | Queen of Cunnilingus                      | —                                                           |
| 2019 | Spank Bank Awards | Nominada  | Ravishing Redhead of the Year             | —                                                           |
| 2021 | Premios AVN       | Nominada  | Artista lésbica del año                   | —                                                           |
| 2022 | Premios AVN       | Nominada  | Artista lésbica del año                   | —                                                           |
| 2022 | Premios XBIZ      | Nominada  | Artista lésbica del año                   | —                                                           |
| 2023 | Premios AVN       | Nominada  | Artista lésbica del año                   | —                                                           |
| 2024 | Premios AVN       | Nominada  | Artista de nicho del año                  | —                                                           |